# Escena pastoril

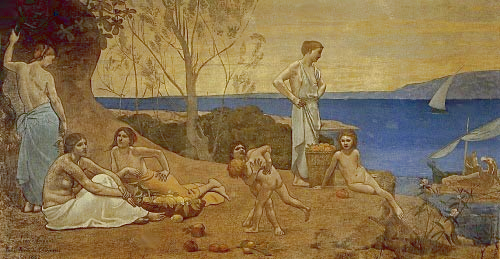
Escena pastoril

Escena pastoril o The Happy Land es una pintura realizada por el pintor francés Pierre Puvis de Chavannes en 1882, perteneciente al período artístico denominado simbolismo.

## Análisis
Se trata de una obra obra pictórica fundamental a la hora de estudiar el simbolismo pues es realizada en el momento más puro y álgido del movimiento, así como una obra capital en la producción de Pierre Puvis de Chavannes. Representa a una serie de personajes recreándose a orillas de un lago. Destaca el hecho de que apenas existe sensación de profundidad. La paleta que aquí emplea Puvis de Chavannes dota a la obra de un mayor misticismo, algo tan buscado entre los simbolistas galos. 
Se trata de una pieza en la que queda de manifiesto la búsqueda de la belleza ideal así como una voluntad de simplificación formal. Se caracteriza, también, por la gravedad y formalidad académica cargada de cierta universalidad intemporal, es decir, por un fuerte rechazo de lo transitorio. En esta y en todas sus pinturas existe lo que se ha venido llamando “orden impulsivo”, sin duda debido a su formación científica entremezclada con su carácter de pintor de tendencia simbolista.
Esta obra podría ponerse en relación con otra no menos importante del propio Puvis de Chavannes llamada El pobre pescador (1881). Lo trascendente de la miseria en la figura del pescador, personaje que entronca con la tradición del Nuevo Testamento, es para Puvis de Chavannes un tema inmortal, una Idea, que subyacerá oculto en el lienzo eternamente.